# Rhizogonium sublimbatum
Rhizogonium sublimbatum är en bladmossart som beskrevs av H. Crum 1981. Rhizogonium sublimbatum ingår i släktet Rhizogonium och familjen Rhizogoniaceae. Inga underarter finns listade i Catalogue of Life.